# Megan Montaner
Megan Gracia Montaner (Osca, Aragó; 21 d'agost de 1987) és una actriu i exmodel espanyola coneguda pels seus treballs en pel·lícules i sèries de televisió. És recordada principalment per les seves participacions en sèries de gran èxit nacional com El secreto de Puente Viejo, Gran Hotel i Sin identidad, totes emeses a Antena 3.

## Biografia
Megan Montaner va néixer a Osca el 1987. Va estudiar maquillatge i va començar a treballar a la cadena Localia d'Osca, però s'adonà que el seu lloc era davant de la càmera i no al darrere. Amb els pocs estalvis que tenia es va traslladar a Madrid sense cap experiència i va començar a estudiar interpretació a l'escola de Cristina Rota, entre 2008 i 2010.
Les seves primeres aparicions en pantalla van ser a Tiempo de descuento, i La pecera de Eva de Telecinco.També va participar com a actriu secundària en el telefilm de Telecinco anomenat Vuelo IL 8714 que tractava sobre l'accident d'avió de Spanair.
El 2010, Antena 3 la va fitxar per a Tormenta (on apareixien també, entre d'altres, Patricia Montero, Óscar Sinela, Adam Jezierski i Patricia Vico), la sèrie tractava sobre un grup d'adolescents que són estudiants en diferents situacions. Es va estrenar finalment el 2013.
Més tard fou fitxada per RTVE per a la producció Amar en tiempos revueltos per interpretar a Gloria Hernández, la filla d'Adelina i Andrés Hernández Salvatierra, que torna de l'internat.
La seva major popularitat l'aconsegueix en treballar en la sèrie d'època de les tardes d'Antena 3, El secreto de Puente Viejo el 2011, on es fica en el paper d'una jove i lluitadora llevadora anomenada Pepa Aguirre. Megan va treballar en aquest projecte al costat d'Álex Gadea, María Bouzas, Alejandra Onieva i Jonás Berami entre d'altres. Va ser aquí on va començar a obtenir un major seguiment per part de l'audiència i un gran suport en les xarxes socials, a causa del seu reconegut treball interpretatiu en la sèrie.
A la fi del juny de 2012, Megan grava el seu últim episodi en la pell de la llevadora, abandona la sèrie després de 380 capítols i més d'un any i mig d'enregistrament. Des d'Antena 3 atribueixen aquest fet al fet que l'actriu passarà alguns mesos fora d'Espanya estudiant, encara que ella mai ho va confirmar. I a més, a la fi de juny, el seu personatge de Pepa Balmes és nomenada com a matrona honorífica per haver dignificat l'ofici de matrona.
L'any 2012 va participar en el projecte solidari d'Intermón Oxfam: "Mesa para 7.000 millones" en un reportatge denominat "Viva la Pepa", per a la revista Glamur, considerant-la una de les actrius joves més prometedores i en el seminari de Greg Hicks sobre Hamlet en l'Estudi Escola WorkinProgress.
Al novembre d'aquest any es confirma el seu fitxatge per a la 3a temporada de la sèrie Gran Hotel, per a interposar-se entre la parella de Julio (Yon González) i Alicia (Amaia Salamanca). La seva arribada a la sèrie on encarna a Maite Ribelles, es va emetre el 19 de març de 2013 a les 22.30, i va congregar a 2,7 milions d'espectadors. Aquest capítol va obtenir un 15% de share, la qual cosa va suposar el rècord d'audiència de la tercera temporada.
Al juliol de 2013, es confirma que seria una de les actrius que participaria en la nova pel·lícula de David Menkes, Por un puñado de besos, que es va estrenar el 16 de maig de 2014. També aquell any protagonitza la pel·lícula Dioses y perros amb Hugo Silva, basada en un llibre de Jesús Martínez i dirigida per David Marqués.
El 2014 protagonitza la primera temporada de la minisèrie de La 1 Víctor Ros al costat de Carles Francino i Esmeralda Moya. El 2016 apareix com a personatge convidat en dos capítols de la segona temporada de la sèrie.
A l'octubre de 2013, Antena 3 la fitxa per a ser la protagonista de la nova sèrie Sin identidad, que va començar a rodar al desembre i que es va estrenar al maig de 2014 i on va donar vida a María Fuentes, una jove advocada de classe alta que descobreix que és una nena robada. Montaner va protagonitzar les dues temporades que la sèrie va estar en emissió al costat de Verónica Sánchez i Miguel Ángel Muñoz entre d'altres.
Al maig de 2014 es confirmava per diversos portals d'informació que tornava com a actriu convidada a El secreto de Puente Viejo per a encarnar de nou a Pepa Aguirre a manera de flashback en un capítol.
El 2015 es confirma com una de les protagonistes de La catedral del mar, adaptació de la novel·la d'Ildefonso Falcones, una de les apostes d'Antena 3 per a la temporada 2016, caient-se de l'elenc el juny de 2016 per incompatibilitats amb nous projectes. El desembre d'aquest mateix any s'anuncia el seu fitxatge per La embajada, sèrie d'aquesta mateixa cadena, on va interpretar a Sara des de la seva estrena a l'abril de 2016 fins al final de la primera i única temporada. En el seu primer capítol va aconseguir reunir a més de quatre milions de teleespectadors.
També el 2016 s'estrena a Itàlia Task Force 45, rodada durant 2015, interpretant el personatge de Samira. La sèrie s'emet per la cadena Mediaset Italia.
L'abril de 2017 es confirma la seva participació a Velvet Colección, el spin-off de la sèrie Velvet d'Antena 3. Segons s'ha confirmat s'incorporarà als rodatges després de donar a llum al seu primer fill i compartirà repartiment amb actors i actrius com Imanol Arias, Aitana Sánchez-Gijón, Adrián Lastra, Marta Torné, Mónica Cruz, Andrea Duro i Marta Hazas, entre d'altres.
El juny de 2017 va estrenar la comèdia Señor, dame paciencia, una pel·lícula protagonitzada per Jordi Sánchez en la qual comparteix repartiment amb Eduardo Casanova, Silvia Alonso i David Guapo entre d'altres.
El 2019 estrena la sèrie La caza. Monteperdido per La 1 amb un paper protagonista al costat d'Alain Hernández i Francis Lorenzo. Aquest mateix any protagonitza la sèrie Lontano da te a Itàlia interpretant Candela i fitxa per 30 monedas la sèrie d'Álex de la Iglesia per HBO España al costat de Macarena Gómez, Miguel Ángel Silvestre, Pepón Nieto, entre d'altres.

## Premis i Nominacions
- Premi Vertele: “una revelació amb identitat” en el marc del FesTVal de Vitòria.
- Distinció especial del públic en els premis Magazine Estrella per El secreto de Puente Viejo.
- Premi Xapeo 2015: Millor Actriu per Sin identidad.
- Premi actriu revelació en el Festival de Tarassona i Moncayo 2014.

## Filmografia

### Televisió

#### Sèries de televisió
| Any               | Sèrie                             | Personatge                                     | Canal                | Notes        |
| ----------------- | --------------------------------- | ---------------------------------------------- | -------------------- | ------------ |
| 2010              | La pecera de Eva                  | Chica                                          | Telecinco            | 8 episodis   |
| 2010              | Vuelo IL 8714                     | Rocío                                          | Telecinco            | 2 episodis   |
| 2010 - 2011       | Amar en tiempos revueltos         | Gloria Hernández Sánchez                       | La 1                 | 24 episodis  |
| 2011 - 2012; 2014 | El secreto de Puente Viejo        | Pepa Aguirre / Pepa Balmes Molero              | Antena 3             | 382 episodis |
| 2013              | Tormenta                          | Elia                                           | Antena 3             | 2 episodis   |
| 2013              | Gran Hotel                        | Maite Ribelles de Alarcón                      | Antena 3             | 14 episodis  |
| 2014 -2015        | Sin identidad                     | María Fuentes Vergel / Mercedes Dantés Petrova | Antena 3             | 23 episodis  |
| 2015 - 2016       | Víctor Ros                        | Lola "La Valenciana"                           | La 1                 | 10 episodis  |
| 2016              | Fuoco amico TF45 - Eroe per amore | Samira Kassem                                  | Canale 5             | 8 episodis   |
| 2016              | La embajada                       | Sara Domingo                                   | Antena 3             | 11 episodis  |
| 2017 - 2018       | Velvet Colección                  | Elena Pons                                     | Movistar+ (#0)       | 12 episodis  |
| 2019 - presente   | La caza                           | Sara Campos                                    | La 1                 | ¿? episodis  |
| 2019              | 'Lontano da te                    | Candela                                        | Canale 5 i Telecinco | 8 episodis   |
| 2020 – present    | 30 monedas                        | Elena                                          | HBO España           | ¿? episodis  |

#### Programes de televisió
| Any        | Programa          | Funció   | Canal    | Notes                                                         |
| ---------- | ----------------- | -------- | -------- | ------------------------------------------------------------- |
| 2014; 2017 | El Hormiguero 3.0 | Invitada | Antena 3 | 3 programes, amb Hugo Silva, Miguel Ángel Muñoz i Salva Reina |
| 2016       | Piccoli giganti   | Jurat    | Canale 5 | 4 programes, amb Claudio Amendola i Francesco Arca            |

### Cinema
| Any  | Pel·lícula             | Personatge            | Notes                                              |
| ---- | ---------------------- | --------------------- | -------------------------------------------------- |
| 2014 | Por un puñado de besos | Lidia                 | Paper secundari, amb Ana de Armas i Martiño Rivas  |
| 2014 | Dioses y perros        | Adela                 | Paper principal, amb Hugo Silva i Ricard Sales     |
| 2017 | Señor, dame paciencia  | Sandra Zaldíval Ramos | Paper principal, amb Jordi Sánchez i Silvia Alonso |

### Curtmetratges
| Any  | Pel·lícula  | Personatge | Nota                              |
| ---- | ----------- | ---------- | --------------------------------- |
| 2012 | El Trayecto | Ana        | Paper principal, amb Víctor Elías |

## Vida personal
El 2012 es va rumorejar que tenia una relació sentimental amb Álex Gadea el seu company de repartiment a El secreto de Puente Viejo, als pocs dies de fer-se públic la notícia, ambdós actors la van desmentir.
Actualment i des de 2013 té una relació sentimental amb Gorka Ortúzar, biòleg de professió i amb qui va tenir el seu primer fill, Káel, a l'abril 2017.